# Girolamo Romani
Girolamo Romani (Romanino) (ur. 1485 w Brescii, zm. tamże ok. 1566) – jeden z najwybitniejszych włoskich malarzy renesansowych, tworzący w XVI-wiecznej Wenecji oraz w regionie Lombardii, niedaleko miasta Brescia. W jego długiej karierze wyróżnia się kilka stylów.

## Życiorys
Wczesne lata życia i nauki Romaniego nie są dobrze udokumentowane. Z pewnością do roku 1513 uczył się i mieszkał w Wenecji. Jednym z pierwszych jego dzieł była Pietà namalowana w stylu Quattrocento w kościele San Lorenzo w Brescii, datowana na rok 1510.
W 1513 roku zlecono mu namalowanie Madonny na tronie z czterema świętymi w kościele San Giustina w Padwie. Dzieło zostało namalowane w stylu weneckim, choć ciemna oprawa nawiązywała do wcześniejszych stylów. W latach 1519–20 namalował cztery freski w nawie głównej w katedrze w Cremonie, przedstawiające historię Męki Pańskiej (Pasja). Jego dzieła mają eklektyczny charakter, łącząc kolorystykę szkoły weneckiej z florencko-lombardzkim wzornictwem. We freskach cremońskich zauważyć można silny wpływ w elementach narracyjnych i dekoracyjnych lombardzkiego mistrza Altobello Melone. W 1521 Il Pordenone zastąpił Romaniego przy dekoracji kościoła w Padwie.
Po powrocie do Brescii (1521-1524) przyozdabiał kaplicę sakramentu ("Cappella del Sacramento") w kościele pod wezwaniem św. Jana Ewangelisty (San Giovanni Evangelista). Jego dzieło Święty Mateusz i aniołowie przedstawia apostoła przy pracy, oświetlonego tylko światłem świecy i jest jednym z pierwszych przykładów włoskiego malarstwa nokturnowego, w którym niedługo później zaczną się prześcigać tacy malarze jak Correggio czy Cambiaso. W tym okresie służył także pomocą przy dekorowaniu Palazzo Averoldi w Brescii.
W latach 1531 do 1532, współpracował z Dosso Dossim przy ozdabianiu freskami Castel Buonconsiglio w Trento. Ozdobił także szafę organową w kościele w Asola, malując prace August i Sybilla oraz Poświęcenie Izaaka.
Jego uczniami byli tacy malarze jak zięć Lattanzio Gambara, Girolamo Muziano, czy Stefano Rosa. Uważa się, że miał wpływ na twórczość wielu artystów, jak np. Giulio Campi.

## Obrazy
- Portret Mikołaja Orsini i portret Gattamelata –  ok. 1506/09, freski, Brescia, Tosio Martinengo
- Madonna z Dzieciątkiem – 1507, olej na płótnie, Paryż, Luwr
- Opłakiwanie Chrystusa –  1510, olej na płótnie, Wenecja, Accademia Gallery
- Madonna z Dzieciątkiem i św Janem Chrzcicielem –  około 1512, olej na płótnie, Atlanta, High Museum of Art
- Madonna z Dzieciątkiem ze świętymi i donatami –  o 1512, fresk, Tavernola Bergamo (BS), kościół San Pietro
- Ostatnia Wieczerza –  1513, olej na płótnie, Padwa, Civic Museum
- Pala di Santa Giustina –  1513-1514, olej na desce, Padwa, Civic Museum
- Portret mężczyzny w zbroi –  około 1514, olej na płótnie, Nowy Orlean, Isaac Delgado Muzeum
- Portret młodej pary –  olej na płótnie, ok. 1515-1517, Londyn, Buckingham Palace, Royal Collection
- Salome –  około 1516, olej na płótnie, Berlin, Gemäldegalerie
- Pokutujący Hieronim –  ok. 1516–1517, olej na płótnie, Brescia, Tosio Martinengo
- Madonna z Dzieciątkiem i świętymi –  1517, olej na płótnie, Brescia, Kościół św Franciszka
- Madonna ze świętym Janem Bonawentura i św Sebastianem –  1517, olej na desce, Salò (BS), Katedra Santa Maria Annunziata
- Madonna z Dzieciątkiem –  około 1517-1518, olej na płótnie, Rzym, Galleria Doria Pamphili
- Portret mężczyzny w pasiastym płaszczu –  około 1519, olej na płótnie, Brescia, Tosio Martinengo
- Portret szlachcica –  1515–1520, 82,5 x 75,5 Muzeum Sztuk Pięknych w Budapeszcie
- Jezus przed Piłatem, Biczowanie, Cierniem ukoronowanie, Ecce Homo –  1519, freski, Cremona, Duomo
- Portret mężczyzny –  około 1520-1525, olej na płótnie, Allentown (Pensylwania), Muzeum Sztuki w Allentown
- Portret mężczyzny –  około 1521-1522, olej na płótnie, Budapeszt, Szépművészeti Múzeum
- Msza św Grzegorza –  1521-1524, olej na płótnie, Brescia, Kościół św Jana Ewangelisty, Kaplica Sakramentu
- Chrystus Zmartwychwstały –  około 1523-1524, olej na desce, Roe (BS), kościół świętych męczenników Gervasio i Protasio
- Msza św Apoloniusza –  około 1525, olej na płótnie, Brescia, Kościół Santa Maria di Calchera
- Madonna z Dzieciątkiem –  około 1525-1530, olej na płótnie, Budapeszt, Szépművészeti Múzeum Martinengo
- Sibylia i prorocy –  1526, chór stoły, Asola (MN), Duomo
- Ofiarowanie Jezusa w świątyni –  1529, olej na desce, Mediolan, Pinakoteka di Brera
- Św. Antoni z Padwy z donatorami –  1529, olej na płótnie, Salò (BS), Katedra Santa Maria Annunziata
- Wieczerza w Emaus –  1532-1533, freski (już w klasztorze Oliveti św Mikołaja w Rodengo Saiano), Brescia, Tosio Martinengo
- Ostatnia Wieczerza –  1530, fresk Porwany, Brescia, klasztor Najświętszego Ciała Chrystusa, refektarza.
- Madonna z Dzieciątkiem i ze św Janem Chrzcicielem –  o 1532-1533, freski, Rodengo-Saiano, opactwo św Mikołaja, refektarz
- Madonna z Dzieciątkiem i z dwoma donatorami –  około 1532-1536, olej na płótnie, Siena, National Gallery
- Opowieści o Chrystusie –  o 1533-1534, freski, Pisogne (BS), kościół Santa Maria della Neve
- Cykl fresków –  1534, Gottolengo (BS), kościół San Girolamo
- Martwy Chrystus opłakiwany przez Anioły –  około 1535, olej na płótnie, Ospitaletto (BS), kościół parafialny
- Święty Hieronim –  ok. 1535-1540, olej na płótnie, Budapeszt, Szépművészeti Múzeum
- Madonna z Dzieciątkiem i aniołami –  około 1538, olej na płótnie, Brescia, pałac Kongregacji Apostolskiego Miłosierdzia
- Opowieści o Dziewicy –  1539-1541, freski, Bienno (BS), kościół Santa Maria Annunziata
- Ostatnia wieczerza –  około 1540-1542, olej na płótnie, Montichiari, kościół Santa Maria Assunta
- Mistyczne Małżeństwo Katarzyny i świętych –  około 1540-1545, olej na płótnie, Memphis (Tennessee), Brooks Memorial Art Gallery
- Chrystus ukrzyżowany –  około 1540-1550, olej na płótnie, Breno (BS), Muzeum Camuno
- Chrystus bierze krzyż –  około 1540-1550, olej na płótnie, Milan, Pinakoteka di Brera
- Madonna z Dzieciątkiem i dwoma świętymi –  około 1540-1550, olej na płótnie, Mediolan, Centro Cultural San Fedele
- Ukrzyżowanie Chrystusa z Marią Magdaleną –  około 1540-1550, olej na płótnie, Brescii, Tosio Martinengo
- Ecce Homo –  1545, olej na płótnie, Hannover, Niedersaechsisches Landesmuseum
- Kolacja w domu faryzeusza –  około 1545, olej na płótnie, Brescia, Kościół św Jana Ewangelisty, Kaplica Sakramentu
- Wskrzeszenie Łazarza –  ok. 1545, olej na płótnie, Brescia, Kościół św Jana Ewangelisty, Kaplica Sakramentu
- Św Mateusz i św Jan Ewangelista –  około 1545, olej na płótnie, Brescia, Kościół św Jana Ewangelisty, Kaplica Sakramentu
- Wniebowzięcia NMP –  około 1545, olej na płótnie, Bergamo, w kościele św Kolumna
- Chrystus bierze krzyż –  około 1545, olej na płótnie, Brescia, Tosio Martinengo
- Pokłon pasterzy -  około 1545, olej na płótnie, Brescia, Tosio Martinengo
- Ukrzyżowanie Chrystusa –  około 1545, olej na płótnie, Cizzago (BS), Najświętszego Serca Pana Jezusa
- Madonna z Dzieciątkiem i św Mikołajem z Miry, św. Dorotą i donatami –  około 1545, olej na płótnie, Trento, Buonconsiglio Castle
- Pala di San Domenico  –  około 1545-1548, olej na płótnie, Brescia, Tosio Martinengo
- Madonna z Dzieciątkiem i świętymi –  olej na płótnie, ok. 1545–1550, Włochy, Banco di Brescia
- Pala Avogadro –  1548-1550, olej na płótnie, Brescia, Tosio Martinengo
- Autoportret –  1550 – 1560, olej na płótnie, 86 × 66 cm Muzeum Sztuk Pięknych w Budapeszcie
- Cud manny na pustyni i Cu wody tryskającej ze skały –  około 1555, media mieszane na płótnie, Brescia,
- Powołanie Świętego Piotra i Andrzeja –  1557, olej na płótnie (we współpracy z Lattanzio Gambara), Modena, Kościół Świętego Piotra

Niepewne daty
- Zmartwychwstanie Chrystusa ze świętym Klemensem i świętą Teresą –  olej na płótnie, Brescia, Church of St Clement
- Madonna z Dzieciątkiem i świętymi –  olej na płótnie, Brescia, Kościół św Jana Ewangelisty
- Zwiastowanie –  olej na płótnie (we współpracy z Callisto Piazza) Urago Mella (Brescia), kościół parafialny
- Mistyczne Małżeństwo Katarzyny i świętych -  olej na płótnie, Calvisano (BS), Kościół Świętego Martyrs Gervasio i Protasio
- Zaślubiny Marii Dziewicy –  olej na płótnie, śmietany (CR), pałac biskupi
- Maria Magdalena –  olej na płótnie, Florencja, Collection Contini Bonacossi
- Narcyz u źródła –  olej na płótnie, Frankfurt, Städel
- Święty Piotr i Święty Paweł –  olej na desce, Kassel, Gemäldegalerie Alte Meister
- Pokłon pasterzy –  olej na desce, Longniddry, East Lothian (Szkocja), Dom Gosford
- Madonna z Świętych i donatorem Francescoe Antonio –  olej na płótnie, Mediolanie, Pinacoteca del Castello Sforzesco